# Flat design

Googles material design is een voorbeeld van flat design.

Flat design (plat of vlak ontwerp) is een ontwerpstijl voor gebruikersomgevingen die wordt gekenmerkt door minimalisme. Het is gebaseerd op het gebruik van eenvoudige vormen, felle kleuren en elegante typografie. De stijl is gebaseerd op de internationale typografische stijl.

## Voordelen
Enkele voordelen zijn:
- het vergemakkelijkt het ontwerp van gebruikersomgevingen die zich aanpassen aan het displayoppervlak (responsive websites)
- het gebruik van vlakke kleuren zorgt voor een betere compressie
- het leent zich goed voor vectorafbeeldingen die aan deze voordelen voldoen. Hierbij is formaatwijziging zonder verlies van kwaliteit en het klein blijven van de bestanden mogelijk.

## Kritiek
Flat design wordt vaak bekritiseerd vanwege het gebrek aan ergonomie. De elementen van de interface hebben het uiterlijk dat ze open en plat zijn, wat tot verwarring kan leiden. Dit is het geval bij de Modern UI-interface, die slecht werd ontvangen op de pc-versie van het Windows 8-besturingssysteem.

## Voorbeelden
Enkele voorbeelden van grafische gebruikersomgevingen zijn:
- Modern UI, vanaf Windows 8
- Material design, vanaf Android versie 5
- macOS, vanaf versie 10.10
- iOS, vanaf versie 7
- KDE Plasma 5, met het standaardthema "breeze"

## Skeuomorfisme
Het tegenovergestelde van deze stijl wordt skeuomorfisme genoemd. Dit wordt gekenmerkt door een nabootsing van oorspronkelijke materialen zoals hout, papier en vilt.